# Pterochilus laetus
Pterochilus laetus är en stekelart som beskrevs av Giordani Soika. Pterochilus laetus ingår i släktet Pterochilus och familjen Eumenidae. Inga underarter finns listade i Catalogue of Life.